# Лиљаново
Лиљаново (буг. Лиляново) је насељено место у општини Сандански у области Благоевград, Бугарска. Према попису из 2021. године било је 174 становника.
Према бугарском географу и историчару, Василу Канчову, у Лиљанову је 1900. године живело 412 Словена хришћана.